# Grande emigrazione

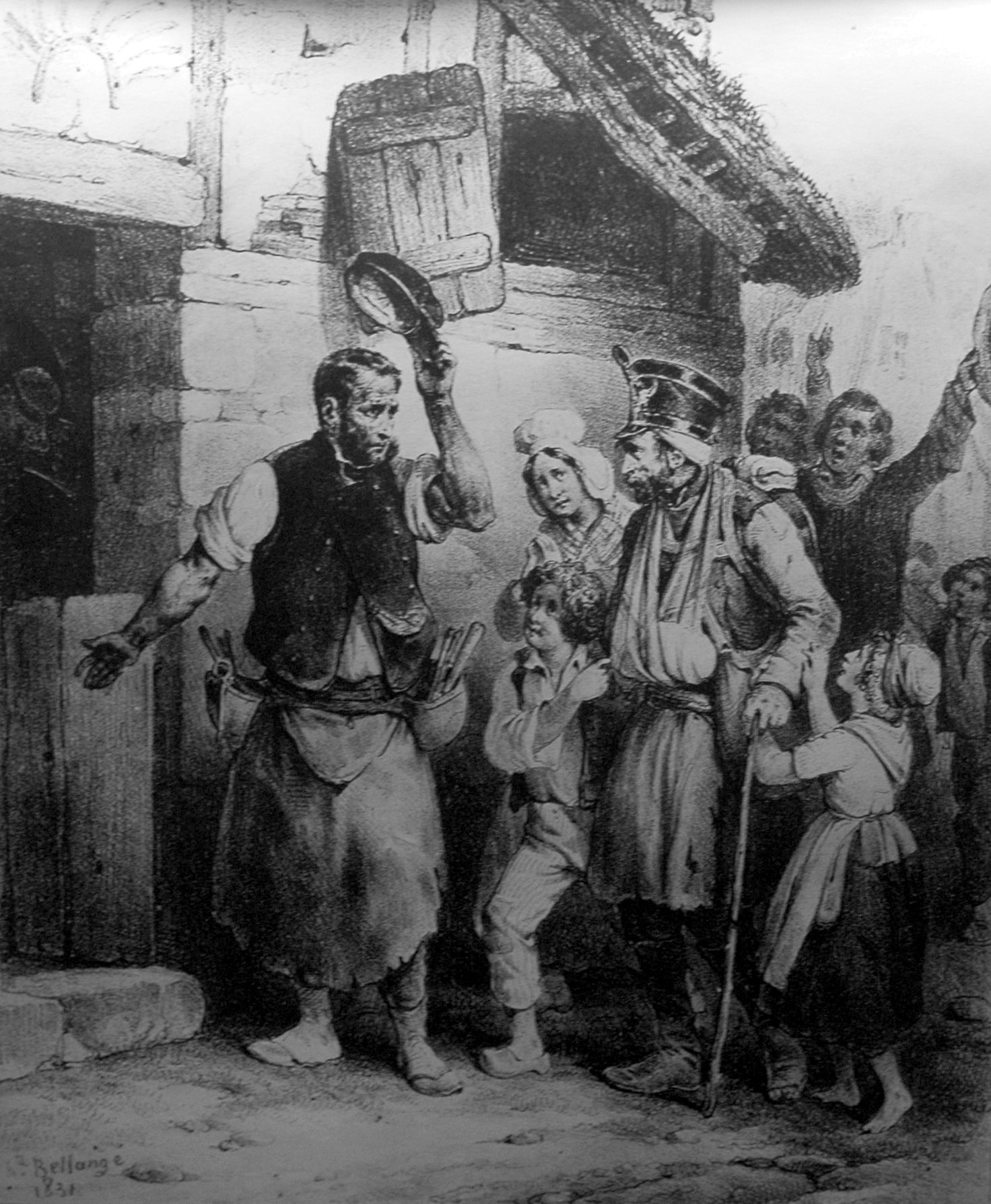
Esilio polacco, disegno del XIX secolo

La grande emigrazione (in polacco: Wielka Emigracja) fu un'emigrazione dell'élite polacca dalla madrepatria nel periodo 1831-1870. A partire dalla fine del XVIII secolo, il ruolo principale nella vita politica polacca fu giocato da persone che conducevano le proprie attività al di fuori della Polonia come emigrati. La loro vita era conseguenza delle spartizioni della Polonia, che divisero completamente le terre della confederazione polacco-lituana tra impero russo, regno di Prussia e monarchia asburgica d'Austria. A causa dell'emigrazione delle élite politiche, gran parte dell'attività politica ed ideologica dell'intellighenzia polacca durante il XVIII e XIX secolo fu giocata al di fuori delle terre della Polonia spartita.

## Descrizione
La maggior parte degli emigranti politici scelsero la Francia. L'ondata principale di emigrazione giunse dopo la rivolta di novembre del 1830-1831. Questi polacchi, poi, combatterono e fornirono sostegno nelle rivoluzioni del 1846 e 1848 in Polonia. La loro resistenza non era limitata all'attività rivoluzionaria polacca, ma essi parteciparono anche alle rivoluzioni del 1848 in diverse nazioni, tra cui la Francia, i piccoli principati della Germania e Italia, l'Austria, l'Ungheria e i principati danubiani (Valacchia e Moldavia), Argentina e Uruguay (dove partecipando alla guerra civile uruguayana) e, in seguito, alla guerra di Crimea. Ulteriori ondate di emigrazione giunsero dopo il fallimento della rivoluzione del 1848 e dopo la rivolta di gennaio del 1863-1864.

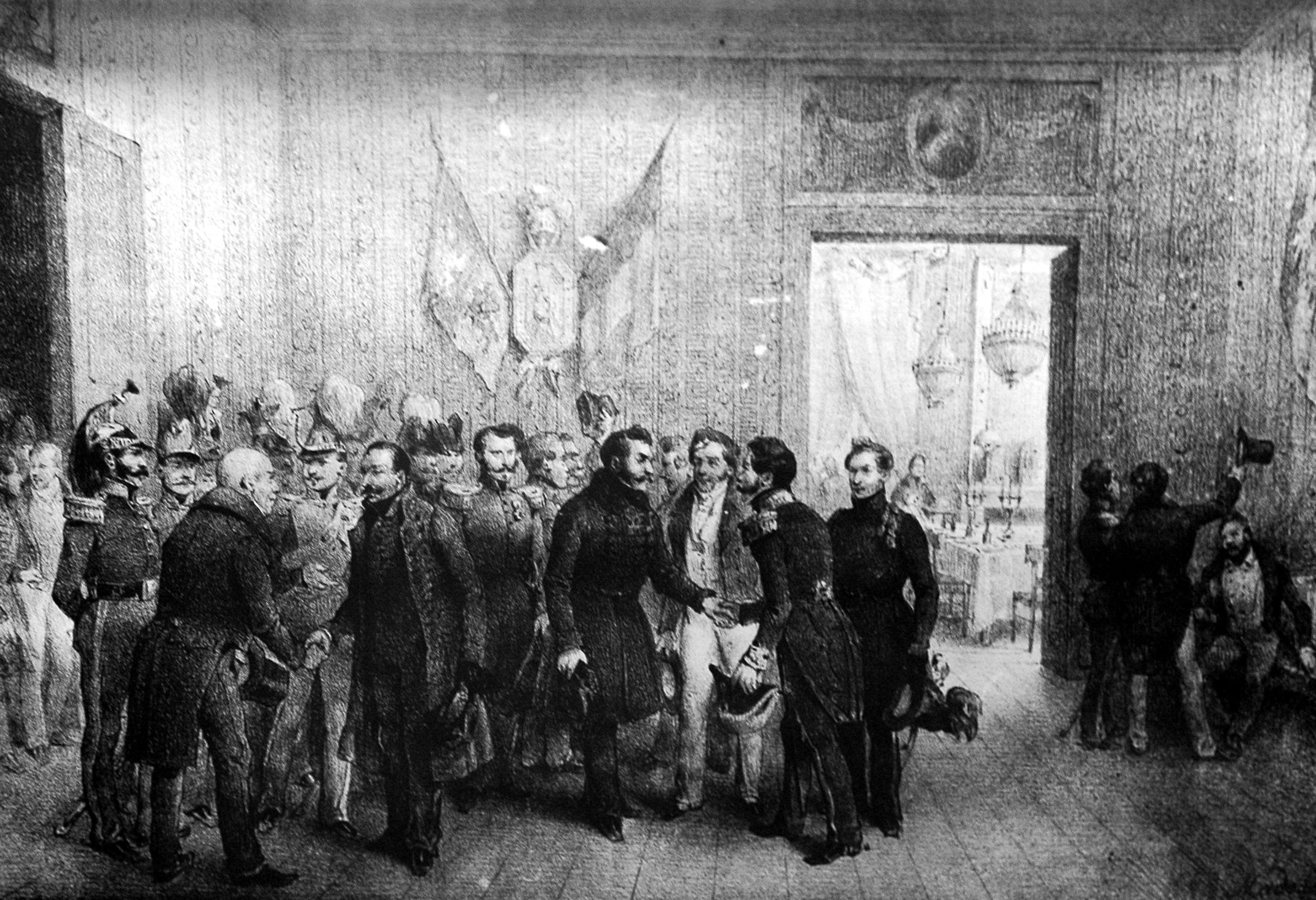
Emigranti polacchi in Belgio, disegno del XIX secolo

I principali polacchi della grande emigrazione che vissero in esilio furono:
- Adam Jerzy Czartoryski, capo del governo polacco in esilio a Parigi, con ambasciate a Londra e Istanbul
- Fryderyk Chopin
- Adam Mickiewicz
- Juliusz Słowacki
- Cyprian Kamil Norwid
- Zygmunt Krasiński
- Joachim Lelewel
- Jozef Krzucki
- Maurycy Mochnacki
- Joseph Conrad (nato Józef Teodor Nałęcz Konrad Korzeniowski)
- Guillaume Apollinaire (pseudonimo di Wilhelm Albert Włodzimierz Apollinaris de Wąż-Kostrowicky)
- Piotr Michałowski
- Seweryn Goszczyński
- Antoni Patek
- Józef Bohdan Zaleski
- Aleksander Mirecki

Alcuni polacchi emigrarono non per motivi dovuti alla politica, ma per perseguire scopi personali: questo fu il caso di Marie Curie, che non fu accettata in alcuna università della Polonia (a causa del suo sesso e per le ripercussioni della rivolta di gennaio), pertanto decise di tentare nelle università francesi.